# Спомен за светлина
Спомен за светлина (на английски: A Memory of Light) е четиринадесета и последна книга от поредицата Колелото на Времето. Излиза на 8 януари 2013 г.
Първоначално Спомен за светлина е работното заглавие на дванадесетата и последна книга от серията. След смъртта на Робърт Джордан на 16 септември 2007 г. книгата остава незавършена и дописването на серията е поверено на Брандън Сандерсън. Впоследствие книгата е разделена на три части, защото като самостоятелна книга е твърде обемна. В началото е взето решение Спомен за Светлина да бъде заглавието и на трите книги като всяка от тях да получи отделно подзаглавие, но идеята отпада, а трите книги получават заглавията „Буря се надига“, „Среднощни кули“ и „Спомен за светлина“.

## Външни Препратки
- Блог, посветен на „Колелото на Времето“
- Български форум за Колелото на времето Архив на оригинала от 2010-02-22 в Wayback Machine.
- Dragonmount's Wheel of Time News[неработеща препратка]
- Интернет страница на издателство Тор, посветена на Робърт Джордан
- Официален блог на Робърт Джордан
- Интернет страница на Брандън Сандерсън